# جوش بوون
جوش بوون (بالإنجليزية: Josh Boone)‏ هو كاتب سيناريو ومخرج أمريكي، ولد في 5 أبريل 1979 في فرجينيا بيتش في الولايات المتحدة.

## وصلات خارجية
- جوش بوون على موقع IMDb (الإنجليزية)
- جوش بوون على موقع روتن توميتوز (الإنجليزية)
- جوش بوون على موقع ألو سيني (الفرنسية)
- جوش بوون على موقع أول موفي (الإنجليزية)
- جوش بوون على موقع بوكس أوفيس موجو (الإنجليزية)
- جوش بوون على موقع قاعدة بيانات الأفلام السويدية (السويدية)
- جوش بوون على موقع قاعدة بيانات الفيلم (الإنجليزية)
- جوش بوون على موقع كينوبويسك (الروسية)